# 什尼里夫
50°10′48″N 25°10′19″E / 50.18000°N 25.17194°E
什尼里夫（烏克蘭語：Шнирів），是烏克蘭西部的村莊，隸屬利維夫州的佐洛奇夫區。該村始建於1557年，面積1.09平方公里，海拔高度211米，2024年人口400，人口密度每平方公里471.13人。